# 吴雁泽
吴雁泽（1940年3月—），男，山东博山人，中国民族声乐歌唱家、男高音歌唱家，一级演员，曾任，中国音乐家协会常务理事、中国少数民族声乐学会副会长，第九届全国政协委员。被中华人民共和国文化部授予“民族声乐表演艺术家”称号。

## 生平
吴雁泽1940年3月出生于山东省淄博市博山区报恩寺村。1959年7月在淄博市第一中学完成高中学业后进入中央音乐学院声乐系民族声乐专业就读，1964年本科毕业，被派到武汉歌舞剧院担任独唱演员，后担任院长。1965年，吴雁泽在武汉的大型舞蹈史诗《东方红》中担任《赞歌》的演唱者，得到当时中国总理周恩来的称赞。1989年被评为一级演员。1992年被调到中国歌剧舞剧院，后任院长。1999年12月当选第五届中国音乐家协会副主席。

## 作品
吴雁泽演唱的代表曲目有《草原上升起不落的太阳》、《草原之夜》、《乌苏里船歌》、《一湾湾流水》、《杨白劳》、《银色的浪花》、《牧人之恋》、《清江放排》、《手捧红枣想念周总理》等。外国曲目有：意大利歌曲《啊！我的太阳》、印度尼西亚民歌《星星索》、俄罗斯民歌《三套车》、日本民歌《拉网小调》等。

## 奖项和荣誉
1985年吴雁泽被《人民音乐》评为中国当代十大歌唱家之一。1993年7月被评为“中国十大民族声乐艺术家之一”。1995年11月获第三届金唱片奖。